# Scopula tenuisocius
Scopula tenuisocius är en fjärilsart som beskrevs av Inoue 1942. Scopula tenuisocius ingår i släktet Scopula och familjen mätare. Inga underarter finns listade.